# Jesus Padilla
Jesús Padilla (de son vrai nom Jesús Andrès Padilla Cisneros) est un footballeur mexicain né le 3 mars 1987 à San José aux États-Unis, évoluant au poste d'attaquant. Il joue actuellement pour le club du CF La Piedad.
Le 14 septembre 2008, il marque un but de l’extérieur de la surface de réparation contre Montréal, qui permet à son équipe d'égaliser puis de s'imposer 2 buts à 1.